# 竹内伸行
竹内 伸行（たけうち のぶゆき、1957年6月1日 - ）は、日本の実業家。三菱UFJ不動産販売代表取締役社長を経て、同社代表取締役会長。元不動産流通経営協会副理事長。

## 人物・経歴
東京都出身。1981年一橋大学経済学部卒業、三菱信託銀行（のちの三菱UFJ信託銀行）入行。不動産企画部長、営業第9部長、営業第3部長、執行役員京都支店長兼京都中央支店長、常務執行役員を経て、2013年専務取締役に昇格し、同年田中俊和、伊藤裕慶らとともに不動産流通経営協会副理事長に選任された。2015年から三菱UFJ不動産販売代表取締役社長を務め、2016年からは丸全昭和運輸監査役も務めた。2019年には三菱UFJ不動産販売代表取締役会長、次いで同社顧問及び東京応化工業監査役に就任した。